# شاخص گرما

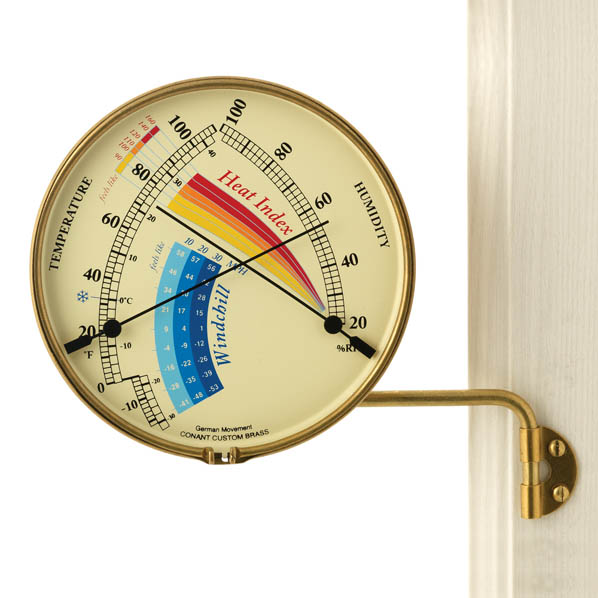
نمایی از نمایشگر دستگاهی که مقدار نمایه گرما را در تقاطع دو دسته (نشان‌گر دما و رطوبت نسبی)، همراه با نموداری که بادگیر را بر اساس دما (نشان‌داده) و سرعت باد (به‌دست‌آمده با روش دیگری) ارائه می‌دهد.

شاخص گرما یا نمایه گرما (به انگلیسی: Heat index) نشان‌دهندهٔ احساس آدمی نسبت به گرمای محیط است که با میزان آن با در نظر گرفتن دو عامل دمای هوا و رطوبت نسبی تعیین می‌گردد. بدن در اثر فرایند تعرق و تبخیر آن مقداری از گرمای خود را از دست‌داده و در نتیجه خنک می‌شود. هنگامی‌که رطوبت نسبی بالا باشد میزان تبخیر کاهش یافته و بدن گرمای کمتری از دست داده و در نتیجه بدن احساس گرمای بیشتری می‌کند. پس دمای محسوس با افزایش دما و رطوبت نسبی افزایش می‌یابد.
شاخص گرما ترکیب دمای هوا و رطوبت نسبی در سایه برای تعیین دمای معادل درک‌شده توسط انسان است؛ بدین صورت که اگر مقدار رطوبت در سایه آفتاب متفاوت بود، مقدار گرمای احساس‌شده توسط انسان چه مقدار می‌شد. به عنوان مثال، هنگامی که دما۳۲ درجه سلسیوس (۹۰ درجه فارنهایت) و رطوبت نسبی ۷۰ درصد باشد، شاخص گرما ۴۱ درجه سلسیوس (۱۰۶ درجه فارنهایت) است. شاخص گرما برای توصیف دمای تجربه شده در سایه است، اما گرمای ناشی از نور مستقیم خورشید، فعالیت بدنی یا سرمایش ناشی از باد را در نظر نمی‌گیرد.
بدن انسان به‌صورت عادی با تبخیر سطحی عرق خود را خنک می‌کند. رطوبت نسبی بالا تبخیر و خنک‌شدن را کاهش داده و باعث افزایش ناراحتی و بالارفتن احتمال گرمازدگی می‌شود. افراد مختلف به دلیل شکل بدن، متابولیسم، سطح هیدراتاسیون، بارداری یا شرایط فیزیکی دیگر، گرما را متفاوت درک می‌کنند. اندازه‌گیری دمای درک‌شده بر اساس گزارش‌هایی از احساس گرمای سوژه‌ها در شرایط کنترل‌شده دما و رطوبت است. علاوه بر نمایه گرما، سایر شاخص‌های دمای ظاهری شامل شاخص رطوبت، دمای تر کره زمین، «دمای نسبی در فضای باز» و نمایه اختصاصی احساس واقعی اکیوودر است.

## تعریف
شاخص گرمایی یک ترکیب معین از دمای خشک و رطوبت است که به عنوان دمای هوای خشک تعریف می‌شود، در جایی که اگر فشار بخار آب ۱٫۶ کیلو پاسکال بود، دما به همین مقدار حس می‌شد؛ بنابراین، به عنوان مثال، دمای ظاهری ۲۴ درجه سلسیوس (۷۵ درجه فارنهایت) نشان‌دهنده همان سطح گرمایی و همان پوشاک مورد نیاز در جایی است که دمای هوای خشک ۲۴ درجه سلسیوس (۷۵ درجه فارنهایت) و فشار بخار ۱٫۶ کیلو پاسکال باشد.
این فشار بخار برای مثال با دمای هوا ۲۹ درجه سلسیوس (۸۴ درجه فارنهایت) و رطوبت نسبی ۴۰ درصد در نمودار رطوبت‌سنجی در سطح دریا مطابقت دارد و در جدول استدمن در رطوبت نسبی ۴۰٪ دمای ظاهری برابر با دمای واقعی بین ۲۶–۳۱ درجه سلسیوس (۷۹–۸۸ درجه فارنهایت) است. همچنین این خط پایه در فشار اتمسفری استاندارد (۱۰۱٫۳۲۵ کیلوپاسکال) با نقطه شبنم در ۱۴ درجه سلسیوس (۵۷ درجه فارنهایت) و نسبت ترکیب ۰٫۰۱ (۱۰ گرم بخار آب به ازای هر کیلوگرم هوای خشک) مطابقت دارد.
مقدار معینی از رطوبت نسبی باعث افزایش بیشتر مقدار نمایه گرما در دماهای بالاتر می‌شود. به عنوان مثال، در دمای تقریباً ۲۷ درجه سلسیوس (۸۱ درجه فارنهایت)، اگر رطوبت نسبی ۴۵٪ باشد، نمایه گرما با دمای واقعی مطابقت دارد، اما در ۴۳ درجه سلسیوس (۱۰۹ درجه فارنهایت)، هر گونه رطوبت نسبی بالای ۱۸ درصد، نمایه گرما را بالاتر از ۴۳ °C خواهد کرد.
پیشنهاد شده است که معادله توصیف‌شده تنها در صورتی معتبر باشد که دما ۲۷ درجه سلسیوس (۸۱ درجه فارنهایت) یا بیشتر باشد. آستانه رطوبت نسبی، که مقدار پایین‌تر آن نمایه گرمایی محاسبه‌شده را عددی برابر یا کمتر از دمای هوا را برمی‌گرداند (شاخص گرمای کمتر به‌طور کلی نامعتبر در نظر گرفته می‌شود)، با دما تغییر می‌کند و خطی نیست. آستانه رطوبت نسبی معمولاً ۴۰ درصد تعیین می‌شود.
شاخص گرما و همتای آن شاخص رطوبت هر دو تنها دو متغیر را در نظر می‌گیرند: دمای سایه و رطوبت اتمسفر، بنابراین تنها تخمین محدودی از آسایش گرمایی ارائه می‌کنند. عوامل اضافی مانند باد، آفتاب و انتخاب لباس فردی نیز بر دمای درک‌شده تأثیر می‌گذارند. این عوامل به عنوان ثابت در فرمول شاخص گرما پارامترسازی می‌شوند. برای مثال سرعت باد ۵ گره (۹٫۳ کیلومتر بر ساعت) فرض می‌شود. عبور باد از روی پوست خیس یا عرق‌کرده باعث تبخیر و یک اثر سرمایشی می‌شود که شاخص گرما آن را اندازه‌گیری نمی‌کند. عامل اصلی دیگر نور خورشید است؛ ایستادن در زیر نور مستقیم خورشید می‌تواند تا ۱۵ تغییر درجه فارنهایت (۸٫۳ تغییر درجه سلسیوس) به گرمای ظاهری در مقایسه با سایه اضافه کند. تلاش‌هایی برای تهیه دمای ظاهری جهانی صورت گرفته است، مانند دمای تر کره زمین، «دمای نسبی بیرون»، «دمای احساس» یا «احساس واقعی اکیوودر».

## جدول مقادیر شاخص
جدول زیر توسط اداره ملی اقیانوسی و جوی ایالات متحده (NOAA) تهیه شده است. ستون‌ها از ۲۷ درجه سلسیوس (۸۱ درجه فارنهایت) آغاز می‌شوند اما در هنگام رطوبت بالا، در ۲۶ درجه سلسیوس (۷۹ درجه فارنهایت) و دماهای مشابه نیز اثر شاخص گرما وجود دارد.
| دما (C°)رطوبت نسبی | ۲۷ | ۲۸ | ۲۹ | ۳۰ | ۳۱ | ۳۲ | ۳۳ | ۳۴ | ۳۶ | ۳۷ | ۳۸ | ۳۹ | ۴۰ | ۴۱ | ۴۲ | ۴۳ |
| ------------------ | -- | -- | -- | -- | -- | -- | -- | -- | -- | -- | -- | -- | -- | -- | -- | -- |
| ٪۴۰                | ۲۷ | ۲۷ | ۲۸ | ۲۹ | ۳۱ | ۳۳ | ۳۴ | ۳۶ | ۳۸ | ۴۱ | ۴۳ | ۴۶ | ۴۸ | ۵۱ | ۵۴ | ۵۸ |
| ٪۴۵                | ۲۷ | ۲۸ | ۲۹ | ۳۱ | ۳۲ | ۳۴ | ۳۶ | ۳۸ | ۴۰ | ۴۳ | ۴۶ | ۴۸ | ۵۱ | ۵۴ | ۵۸ |    |
| ٪۵۰                | ۲۷ | ۲۸ | ۲۹ | ۳۱ | ۳۳ | ۳۵ | ۳۷ | ۳۹ | ۴۲ | ۴۵ | ۴۸ | ۵۱ | ۵۵ | ۵۸ |    |    |
| ٪۵۵                | ۲۷ | ۲۹ | ۳۰ | ۳۲ | ۳۴ | ۳۶ | ۳۸ | ۴۱ | ۴۴ | ۴۷ | ۵۱ | ۵۴ | ۵۸ |    |    |    |
| ٪۶۰                | ۲۸ | ۲۹ | ۳۱ | ۳۳ | ۳۵ | ۳۸ | ۴۱ | ۴۳ | ۴۷ | ۵۱ | ۵۴ | ۵۸ |    |    |    |    |
| ٪۶۵                | ۲۸ | ۲۹ | ۳۲ | ۳۴ | ۳۷ | ۳۹ | ۴۲ | ۴۶ | ۴۹ | ۵۳ | ۵۸ |    |    |    |    |    |
| ٪۷۰                | ۲۸ | ۳۰ | ۳۲ | ۳۵ | ۳۸ | ۴۱ | ۴۴ | ۴۸ | ۵۲ | ۵۷ |    |    |    |    |    |    |
| ٪۷۵                | ۲۹ | ۳۱ | ۳۳ | ۳۶ | ۳۹ | ۴۳ | ۴۷ | ۵۱ | ۵۶ |    |    |    |    |    |    |    |
| ٪۸۰                | ۲۹ | ۳۲ | ۳۴ | ۳۸ | ۴۱ | ۴۵ | ۴۹ | ۵۴ |    |    |    |    |    |    |    |    |
| ٪۸۵                | ۲۹ | ۳۲ | ۳۶ | ۳۹ | ۴۳ | ۴۷ | ۵۲ | ۵۷ |    |    |    |    |    |    |    |    |
| ٪۹۰                | ۳۰ | ۳۳ | ۳۷ | ۴۱ | ۴۵ | ۵۰ | ۵۵ |    |    |    |    |    |    |    |    |    |
| ٪۹۵                | ۳۰ | ۳۴ | ۳۸ | ۴۲ | ۴۷ | ۵۳ |    |    |    |    |    |    |    |    |    |    |
| ٪۱۰۰               | ۳۱ | ۳۵ | ۳۹ | ۴۴ | ۴۹ | ۵۶ |    |    |    |    |    |    |    |    |    |    |

برای مثال اگر دمای هوا ۳۶ درجه سلسیوس (۹۷ درجه فارنهایت) و رطوبت نسبی ۶۵٪ باشد، نمایه گرمایی برابر با ۴۹ درجه سلسیوس (۱۲۰ درجه فارنهایت) است.

## اثرات شاخص گرما (مقادیر در سایه)
| سلسیوس    | اثرات |
| --------- | --- |
| ۲۷°–۳۲°   | احتیاط: خستگی با قرار گرفتن در معرض طولانی مدت گرما و فعالیت امکان‌پذیر است. ادامه فعالیت می‌تواند منجر به گرفتگی گرمایی شود. |
| ۴۱°–۳۲°   | احتیاط شدید: گرفتگی گرمایی و گرمازدگی امکان‌پذیر است. ادامه فعالیت می‌تواند منجر به گرمازدگی شود.                             |
| ۵۴°–۴۱°   | خطر: گرفتگی گرما و گرمازدگی محتمل است. گرمازدگی با ادامه فعالیت محتمل است.                                                  |
| بالای °۵۴ | خطر شدید: گرمازدگی قریب‌الوقوع است.                                                                                          |

نمایه گرما برای دما (درجه سلسیوس) با بازه‌های احتیاط/خطر در سایه

قرار گرفتن در معرض آفتاب کامل می‌تواند مقادیر نمایه گرما را تا ۸ درجه سلسیوس (۴۶ درجه فارنهایت) افزایش دهد.